# Phare de Rathlin (Est)
Le phare de Rathlin (Est) est un phare situé sur l'Île de Rathlin, dans le Canal du Nord, au large de la côte du comté d'Antrim (Irlande du Nord) et de l'Écosse. Il est géré par les Commissioners of Irish Lights (CIL).

## Histoire
Le phare a été construit en 1856 au nord-est de l'île. C'est une tour ronde de 27 m de haut, avec galerie et lanterne, peinte en blanc avec une bande noire sous la galerie. Les bâtiments des gardiens et annexes sont en pierre, entourés par un muret. Il émet quatre flashes blancs, séparés par 2,3 secondes, toutes les 20 s. Il a été électrifié en 1981 et la station est entretenue par un préposé du CIL qui s'occupe aussi des deux autres feux de l'île.
Les bateaux entrant de l'Atlantique vers la mer d'Irlande ne doivent pas le confondre avec le phare de Mull of Kintyre en Écosse. Le site est historique pour plusieurs raisons. Dans les falaises au-dessous du phare se rouve un complexe de caverne où Robert Ier d'Écosse s'est refugié après sa mise en déroute par les Anglais en 1306.
La première liaison radio sans fil est établie le 6 juillet 1898 par les employés de Guglielmo Marconi près du phare de Rathlin est.